# Мендігоррія
Мендігоррія (ісп. Mendigorría) — муніципалітет в Іспанії, у складі автономної спільноти Наварра. Населення — 1062 особи (2009).
Муніципалітет розташований на відстані близько 290 км на північний схід від Мадрида, 26 км на південний захід від Памплони.
На території муніципалітету розташовані такі населені пункти: (дані про населення за 2009 рік)
- Мендігоррія: 1059 осіб
- Мурусабаль-де-Андіон: 3 особи
- Нуестра-Сеньйора-де-Андіон: 0 осіб

## Демографія
Динаміка населення (INE ):

## Галерея зображень

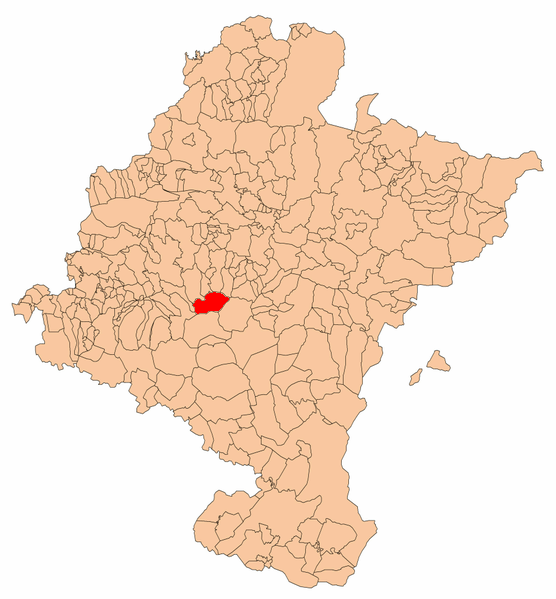
Розташування муніципалітету